# حكاك سفعي
الحكاك السفعي (باللاتينية: Actinic prurigo) (يعرف أيضًا باسم «الطفح العائلي متعدد الأشكال عند الهنود الحمر» أو «حكاك هتشنسون الصيفي») هو مرض جلدي شائع ناتج عن أشعة الشمس.